# Joachim Le Botmel
 (novembre 2016).
Joachim Le Botmel né à Pontivy le 7 avril 1890 et mort dans la même ville le 15 décembre 1979 est un peintre et décorateur français.
Il est principalement actif à Pontivy.

## Biographie
Joachim Le Botmel est né à Pontivy en 1890, au 15, rue Nationale où ses parents tiennent une boutique de droguerie et une petite boutique de peinture. Après des études au lycée de Pontivy, il se forme en 1904 à l’école de décorateurs Siegert à Melun où il est reçu premier en 1906.
Il se forme ensuite à Paris au métier de décorateur de théâtre auprès de son maître M. Bouriau. Il décore alors plusieurs théâtres jusqu'en 1910, puis il rentre à Pontivy pour prendre la succession de son père dans l’entreprise familiale.
Joachim Le Botmel effectue son service militaire à Vannes et à Lorient dans un régiment de zouaves. Après trois ans de service militaire et les quatre années de la Première Guerre mondiale, Joachim Le Botmel s’engage dans le corps expéditionnaire d'Orient. Il est démobilisé à Odessa en 1916, après s’être illustré dans les corps francs.
En 1920, Joachim Le Botmel reprend les rênes de l’entreprise familiale et exerce chez des particuliers, dans les chapelles, les châteaux ainsi que très régulièrement chez les forains. Les décors de manèges avant-guerre sont sa spécialité. Après avoir cheminé avec Pierre-Louis Cadre, avec lequel il réalise les décors du théâtre de Pontivy, il délaisse en 1940 cette activité de décorateur de théâtres pour se consacrer uniquement à la peinture de chevalet. Il parcourt dès lors la Bretagne et peint sur le motif mais aussi dans le grand atelier du premier étage de son domicile  de la rue Nationale. Il peint les chapelles, les chaumières, les paysages champêtres, les bords de mer et les ports, influencé par les tableaux de Victor Pierre Ménard. Il peindra aussi avec son ami René Le Forester, ex-coiffeur de Pontivy, qui possédait sa propre sa galerie dans la Ville close, où Le Botmel lui rendait assez souvent visite.
Joachim Le Botmel meurt le 15 décembre 1979 dans sa maison natale.
Il laisse une centaine de toiles, dont les chapelles de la Houssaye, Carmes, Le Goazé, Sainte-Noyale.